# Srbi koji su dobili Pulicerovu nagradu
Prvi dobitnik Pulicerove nagrade među Srbima je naučnik Mihajlo Pupin, drugi primalac ovog priznanja je pesnik Dušan Čarls Simić,  treći novinar Volter Bogdanić, koji je dobio čak tri Pulicera, a četvrti dobitnik Pulicerove nagrade je fotograf Rojtersa Goran Tomašević
- Mihajlo Idvorski Pupin (1854—1935) bio je profesor na Univerzitetu Kolumbija, nosilac jugoslovenskog odlikovanja Beli orao Prvog reda i počasni konzul Srbije u SAD. Tokom naučnog i istraživačkog rada dao značajne zaključke važne za polja višestruke telegrafije, bežične telegrafije i telefonije. Najvažnije otkriće su mu Pupinovi kalemovi. Korišćenje pomenutih kalemova u telefonskim razgovorima na velikim razdaljinama, u njegovu čast nazvano je – pupinizacija. Godine 1924. osvojio Pulicerovu nagradu za autobiografski roman „Od pašnjaka do naučenjaka“.[2] Knjiga je objavljena i na engleskom jeziku po nazivom „From immigrant to inventor“.[3]

- Dušan Čarls Simić (1938—2023) jedan od najautentičnijih avangardnih pjesnika. Slavu je stekao stihovima „O Odiseju koji pravi grčku baklavu“ i „Ofeliji koja žvaće žvaku“. Sa porodicom otišao u Ameriku 1954. godine, odrastao u Čikagu, a diplomirao na Njujorškom Univerzitetu. Pulicerovu nagradu je dobio 1990. godine za zbirku „The World Doesn't End“, pošto mu je za dlaku izmakla godinu dana ranije za zbirku izabranih pjesama od 1963-1983.

- Volter Bogdanić (1950) potiče iz stare srpske kolonije u Čikagu. Studirao je novinarstvo i politiku na Univerzitetu Viskonsin, a profesionalno se novinarstvom počeo baviti 1973. godine. Prvu Pulicerovu nagradu dobio je 1988. godine kao reporter lista Wall Street Journal za istraživanja i seriju tekstova o ilegalnim medicinskim laboratorijama u Americi, na osnovu kojih je napisao knjigu „Velika bela laž“. Drugog Pulicera je osvojio 2005. godine za istraživanje nesrećnih slučajeva u američkoj željeznici, pod nazivom „Smrt pod vagonima“, a treću Pulicerovu nagradu, 2008. godine za istraživački tekst o otrovnim kineskim proizvodima na američkom tržištu.

- Goran Tomašević, rođen (1969). godine u Beogradu. Za agenciju Rojters  radi od 1996. godine. Više od 20 godina foto-aparatom beleži sukobe širom sveta – sa prostora bivše Jugoslavije, Iraka, Avganistana, Libije, Sirije, Egipta, Južnog Sudana, Konga, Mozambika, Burundija, Nigerije i drugih kriznih područja. Za najboljeg fotografa agencije Rojters proglašen je četiri puta. List Gardijan 2013. godine proglasio ga je za najboljeg novinskog fotografa na svetu.[4]  Fotograf iz Srbije, Goran Tomašević, kao član tima Rojtersa, dobitnik je Pulicerove nagrade za 2019. godinu. Opis nagrađene fotografije je „Petao prolazi pored mrtvog tela člana bande Bario-18 u San Pedro Suli (Septembar 28, 2018/Goran Tomašević)“.[5] Rojtersov tim od 11 fotografa je Pulicerovu nagradu dobio u Breaking News kategoriji, za živopisnu i zapanjujuću vizuelnu priču o stremljenjima i očaju migranata dok su putovali u SAD iz Centralne i Južne Amerike.